# Chinotahueca
Chinotahueca är en ort i Mexiko.   Den ligger i kommunen Navojoa och delstaten Sonora, i den västra delen av landet, 1 400 km nordväst om huvudstaden Mexico City. Chinotahueca ligger 30 meter över havet och antalet invånare är 969.
Terrängen runt Chinotahueca är mycket platt. Runt Chinotahueca är det ganska glesbefolkat, med 35 invånare per kvadratkilometer. Närmaste större samhälle är Navojoa, 10,0 km nordost om Chinotahueca. Trakten runt Chinotahueca består till största delen av jordbruksmark.